# This Whole World
A This Whole World Brian Wilson szerzeménye, ami először a "Slip On Through" kislemez B-oldalaként, majd az 1970-es Sunflower albumon jelent meg. A szám szólóvokálját Carl Wilson énekli, a bevezetőben ugyanakkor Brian Wilson és Mike Love is énekel. A szám nem került fel a slágerlistákra.

## Felvételek
A számot a Beach Boys saját stúdiójában rögzítették 1969. november 13-án. A szám végén hallható "Om dot dit it" sort Brian saját bevallása szerint ő tanította meg a többieknek. A dal a felvételek során hosszabb volt, végül a kislemezre és a nagylemezre megcsonkították az eredeti felvételt, így egy kétperces verzió került fel a nagylemezre. A zenekar készített egy másik változatot is a dalhoz, melyet az Eastern Airlines légitársaságnak készítettek.

## Feldolgozások
- Brian Wilson újra felvette a dalt az 1995-ös, I Just Wasn't Made for This Times című filmzenei albumához.
- A Dolour együttes 2002-ben dolgozta fel a dalt Making God Smile: An Artists' Tribute to the Songs of Beach Boy, Brian Wilson című albumához.

## Külső hivatkozások
- YouTube-videó. YouTube
- YouTube-videó. YouTube
- YouTube-videó. YouTube
- YouTube-videó. YouTube
- YouTube-videó. YouTube

## Fordítás
- Ez a szócikk részben vagy egészben  a   This Whole World című angol Wikipédia-szócikk fordításán alapul.  Az eredeti cikk szerkesztőit annak laptörténete sorolja fel. Ez a jelzés csupán a megfogalmazás eredetét és a szerzői jogokat jelzi, nem szolgál a cikkben szereplő információk forrásmegjelöléseként.